# Flowblade
Flowblade movie EditorはLinux向けの自由かつオープンソースの動画編集ソフトウェアである
このプロジェクトは、リードデベロッパーのJanne Liljebladによって2009年に開始され、それ以来開発が続けられている。ソースコードは現在GitHubでホストされている。
Flowblade は、Avid と同様の設計アプローチを採用したワークフローとして、フィルムスタイルの挿入編集モデルを採用している。挿入編集では、クリップは一般に、タイムラインに挿入されると他のクリップのすぐ後ろに配置される。編集は、クリップの最初と最後をトリミングするか、クリップの一部をカットして削除することで微調整される。
Flowblade は、その機能のほとんどをメディアフレームワーク Media Lovin' Toolkit (MLT) を利用して構築している。その他の MLT ビデオ エディターには、KDEnlive や Shotcut がある。
使用されている他のライブラリとしては、Frei0r や LADSPA などがある。Flowblade は、FFmpeg または Libav でサポートされているすべての形式 (QuickTime、AVI、WMV、MPEG、Flash Video など) をサポートし、PALや、NTSC、HDV 、AVCHD などのさまざまな HD 標準の 4:3 および 16:9 のアスペクト比もサポートしている。

## 特徴
- 4つの移動ツール、3つのトリムツール、タイムラインにクリップを追加する4通りの方法があり、ドラッグアンドドロップ機能を使用した編集や最大9つのビデオトラックとオーディオトラックの組み合わせが可能。
- 6つのコンポジターを使用した画像合成、およびアニメーションのミックス、ズーム、移動、回転機能。
- 50 以上の画像フィルターと30以上のオーディオフィルターを使用した画像とオーディオのフィルタリング。
- サポートされている編集可能なメディアタイプには、インストールされている MLT/FFMPEG コーデック、ビットマップ、ベクターグラフィックス、および番号付きフレームシーケンスに応じて、最も一般的なビデオおよびオーディオ形式が含まれる。
- 内蔵のタイトルツール
- G'MICエフェクトツール
- アニメーション可能なクリップ属性向けの無制限のキーフレーム
- 出力エンコードは、最も一般的なビデオ・オーディオ形式を利用できる[3]。
- ユーザーインターフェイスは複数の言語に翻訳されている。